# Hendrikus Smeets
Hendrikus Marie Gerardus Smeets KGCHS, řečený Harrie (22. října 1960 Heerlen, Limburg – 20. prosince 2023 Roerdom) byl nizozemský římskokatolický kněz, sídelní biskup diecéze Roermond.  Byl členem Řádu Božího hrobu hodnosti rytíře velkého kříže  a velkopřevorem řádového místodržitelství v Nizozemsku.